# Trichotylenchus falciformis
Trichotylenchus falciformis är en rundmaskart. Trichotylenchus falciformis ingår i släktet Trichotylenchus och familjen Hoplolaimidae. Inga underarter finns listade i Catalogue of Life.